# Euproctis nigrabdominalis
Euproctis nigrabdominalis är en fjärilsart som beskrevs av Matsumura 1931. Euproctis nigrabdominalis ingår i släktet Euproctis och familjen tofsspinnare. Inga underarter finns listade i Catalogue of Life.